# Ottmar Hofmann

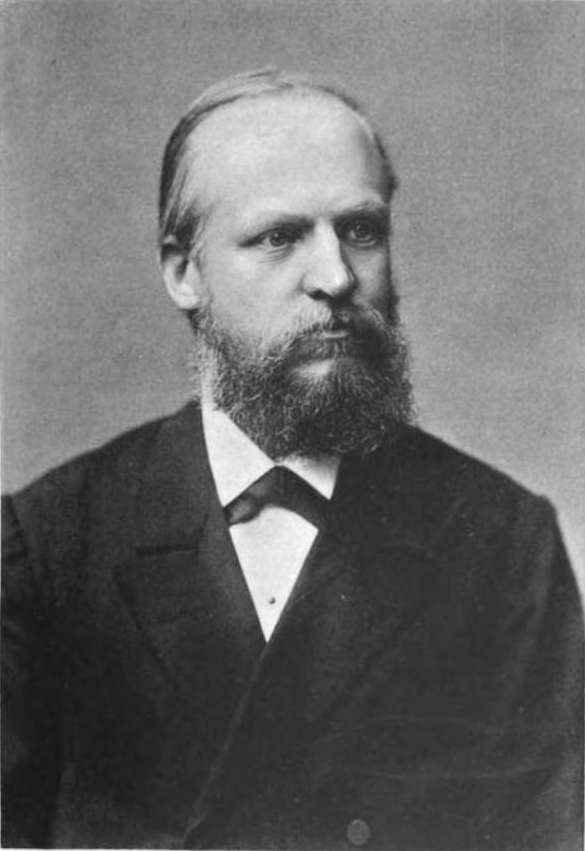
Ottmar Hofmann

Ottmar Hofmann (* 20. September 1835 in Frankfurt am Main; † 22. Februar 1900 in Regensburg) war ein deutscher Mediziner und Entomologe sowie Kreisarzt.

## Leben
Ottmar Hofmann studierte in Erlangen, Berlin, Prag und Wien Medizin. In Erlangen wurde er 1854 Mitglied des Corps Bavaria. Nach seiner Promotion an der Universität Erlangen im Jahre 1859 praktizierte er als Arzt in Regensburg, Neunburg vorm Walde, Bodenwöhr und Marktsteft. 1873 wurde er zum Bezirksarzt in Obernburg bei Aschaffenburg und 1876 zum Bezirksarzt der Stadt Würzburg ernannt. 1881 wurde er zum Regierungs- und Kreis-Medizinalrat in Regensburg berufen. Ab 1886 war auch Vorstand der Regensburger Kreis-Gebäranstalt. Als Arzt publizierte er insbesondere über medizinisch-statistische Themen. Als Schüler von Gottlieb August Herrich-Schäffer in Regensburg verfasste er auch zahlreiche entomologische Schriften.

## Schriften
medizinisch:
- Medizinische Statistik der Stadt Würzburg für die Periode 1871–75, 1877
- Medizinische Statistik der Stadt Würzburg für die Periode 1876–79
- Medizinische Statistik der Stadt Würzburg für die Periode 1877–81
- Morbiditäts-Statistik der Oberpfalz 1883 und 1884
- mit Alois Geigel: Anweisung zur Ernährung und Pflege der Kinder im ersten Lebensjahr, speziell der mutterlos aufzuziehenden. 1882.[2]

entomologisch:
- Über die Naturgeschichte der Psychiden 1859 (Dissertation)
- Zwei neue Tineen, 1868
- Ueber Oecophora devotella, 1868
- Beiträge zur Naturgeschichte der Coleophoren 1869
- Beiträge zur Kenntniss der Parthenogenesis, 1869
- Untersuchungen über Sciaphilia Wahlbomiana L. und verwandte Arten, 1872
- Necrolog für Gottlieb August Herrich-Schäffer, 1874
- Drei neue Tineen aus Württemberg, 1875
- Über die Naturgeschichte der Psychiden, eine Insektengruppe aus der Ordnung der Lepidoptera, 1859
- Ueber die Anordnung der borstentragenden Warzen bei den Raupen der Pterophoriden, 1898
- Beobachtungen Uber die Naturgeschichte einiger Pterophoriden-Arten, 1898
- Ueber die ersten Stände der Eriocephaliden, 1899
- Zur Naturgeschichte der Micropterygiden, 1900